# Queidersbach

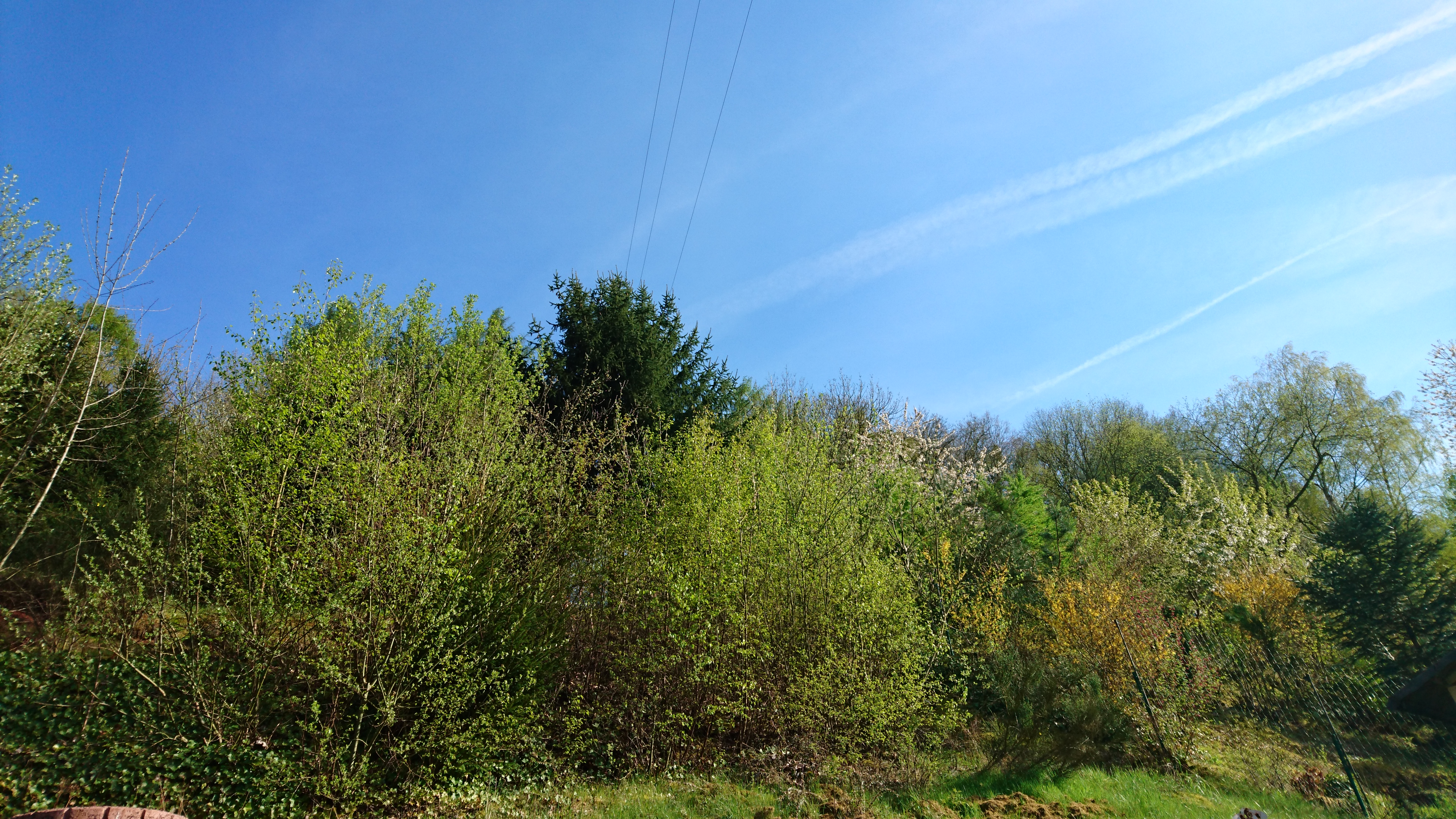
Waldlandschaft am Übergang vom Pfälzerwald zur Sickinger Höhe auf der Gemarkung von Queidersbach

Queidersbach ist eine Ortsgemeinde im Landkreis Kaiserslautern in Rheinland-Pfalz. Sie gehört der Verbandsgemeinde Landstuhl an, innerhalb derer sie sowohl hinsichtlich der Zahl der Einwohner als auch hinsichtlich der Fläche die drittgrößte Ortsgemeinde darstellt. Ihre Geschichte reicht bis in das 10. Jahrhundert zurück.

## Geographie

### Lage
Die Gemeinde liegt 10 km südwestlich von Kaiserslautern in einem natürlichen Wiesental am westlichen Rand des Pfälzerwaldes, der in diesem Bereich in die Sickinger Höhe übergeht. Knapp zwei Drittel der 1500 Hektar umfassenden Gemarkung ist mit Wald bedeckt. Zu Queidersbach gehören zusätzlich die Wohnplätze Forsthaus Stempelberg, Schweinstal und Zuckerhof. Die Nachbargemeinden sind – im Uhrzeigersinn – Bann, Kaiserslautern, Krickenbach, Linden, Weselberg und Obernheim-Kirchenarnbach.

### Gewässer
Durch Queidersbach fließt der gleichnamige Bach, welcher volkstümlich auch als Steinalb bezeichnet wird. Dessen rechter Nebenfluss Gabelsbach bildet stellenweise die Grenze zu Weselberg und Linden. Im Nordosten der Gemarkung bildet der Hoheneckermühlbach stellenweise die Gemarkungsgrenze zu Bann.

## Geschichte

### Ortsgeschichte
Die Gemeinde wurde 976 als Quideredesbach erstmals urkundlich erwähnt, als Kaiser Otto II. seinem Vasallen Biso Land am Quideresbach schenkte. Der Name leitet sich wohl von einem romanischen Personennamen *Gwīderēd und der Endung -bach ab.
Das Dorf Queidersbach gehörte bis zum Ende des 18. Jahrhunderts zum sogenannten Großgericht der Herrschaft Landstuhl, das im Besitz der Freiherren von Sickingen der Linie zu Hohenburg war. Im Jahr 1794 wurde das Linke Rheinufer im Ersten Koalitionskrieg besetzt.
Von 1798 bis 1814, als die Pfalz Teil der Französischen Republik (bis 1804) und anschließend Teil des Napoleonischen Kaiserreichs war, war Queidersbach in den Kanton Landstuhl im Departement Donnersberg eingegliedert und war Sitz einer Mairie, die zusätzlich Linden umfasste. Aufgrund der auf dem Wiener Kongress getroffenen Vereinbarungen kam das Gebiet im Juni 1815 zunächst zu Österreich und wurde 1816 auf der Grundlage eines Staatsvertrags an das Königreich Bayern abgetreten. Unter der bayerischen Verwaltung gehörte Queidersbach von 1817 an zum Landkommissariat Homburg im Rheinkreis, das 1862 in ein Bezirksamt umgewandelt wurde.
Da ein Teil des Bezirksamts – einschließlich Homburg selbst – 1920 dem neu geschaffenen Saargebiet zugeschlagen wurde, wechselte der Ort ins Bezirksamt Kaiserslautern und wurde bis 1938 von einer in Landstuhl ansässigen Bezirksamtsaußenstelle verwaltet. Seit 1939 ist die Gemeinde Bestandteil des Landkreises Kaiserslautern. Nach dem Zweiten Weltkrieg wurde Queidersbach innerhalb der französischen Besatzungszone Teil des damals neu gebildeten Landes Rheinland-Pfalz sowie des Regierungsbezirks Pfalz. Im Zuge der ersten rheinland-pfälzischen Verwaltungsreform wurde der Ort 1972 in die neu geschaffene Verbandsgemeinde Kaiserslautern-Süd eingegliedert.
Die Gemeinde erzielte bei dem Wettbewerb Unser Dorf soll schöner werden 1977 die Silber- und vier Jahre später die Bronzemedaille. Seit 1. Juli 2019 gehört Queidersbach zur neuen Verbandsgemeinde Landstuhl, die aus dem Zusammenschluss der alten Verbandsgemeinde Landstuhl mit der Verbandsgemeinde Kaiserslautern-Süd entstand.

### Name
Der Ortsname leitet sich aus dem altdeutschen Rufnamen „Quidhari“ ab. Der Name „Quidhari“ setzt sich aus den zwei Bestandteilen „quid“ (= „reden“) und „hari“ (das heutige „Heer“) zusammen. „Quidhari“ bedeutet demnach „Heerrufer“ oder „Herold“. Dabei ist anzumerken, dass germanische und altdeutsche Rufnamen in der Regel willkürlich zusammengesetzt wurden und daher nicht immer einen eindeutigen Sinn ergeben. Ein Mann namens „Quidhari“ gab demnach dem Bach an dieser Stelle seinen Namen, später entstand dort eine Siedlung, die den Namen des Gewässers erhielt. Damit reiht sich Queidersbach in die Gruppe der zahlreichen Orte ein, die auf „-bach“ enden und die in der West- beziehungsweise Nordpfalz und weit darüber hinaus zur Zeit des Landesausbaus allenthalben entstanden sind.
Der in der Gegenwart etablierte Ortsname wird erstmals im Jahre 1535 schriftlich erwähnt. Weitere überlieferte Ortsnamen bzw. Schreibweisen sind: „Quideresbach“ (976), „Der Hof zu Quidersbach“ (1347), „Henze von Quidersbach“ (1374), „Quiderspach“ (1434), „Queiderspach“ (1456), „Queyderßbach“ (1457) und „Queidersbacher Hof“ (1487).

## Bevölkerung

### Einwohnerentwicklung
Die Entwicklung der Einwohnerzahl von Queidersbach, die Werte von 1871 bis 1987 beruhen auf Volkszählungen:
| Jahr | Einwohner |
| ---- | --------- |
| 1815 | 318       |
| 1835 | 647       |
| 1871 | 693       |
| 1905 | 960       |
| 1939 | 1.523     |
| 1950 | 1.709     |
| 1961 | 2.053     |

| Jahr | Einwohner |
| ---- | --------- |
| 1970 | 2.311     |
| 1987 | 2.422     |
| 1997 | 2.814     |
| 2005 | 2.842     |
| 2011 | 2.815     |
| 2017 | 2.806     |
| 2023 | 2.838     |

### Religion
Die Katholiken gehören zum Bistum Speyer und unterstehen dort dem Dekanat Kaiserslautern, die Evangelischen zur Protestantischen Landeskirche Pfalz.
Überregionale Bekanntheit erlangte Queidersbach im April 2020 durch den Weggang des römisch-katholischen Pfarrers Patrick Asomugha. Der aus Nigeria stammende Geistliche war über eine längere Zeit das Ziel einer Reihe von Anfeindungen. Nach einer Morddrohung gab er sein Amt als Pfarradministrator der örtlichen katholische Gemeinde auf. Das Generalvikariat des Bistums Speyer erklärte zu dem Vorgang: „Die Sorge für den Schutz und die Gesundheit von Pfarrer Asomugha macht diesen Schritt unumgänglich.“

## Politik

### Gemeinderat
Der Gemeinderat in Queidersbach besteht aus 20 Ratsmitgliedern, die bei der Kommunalwahl am 9. Juni 2024 in einer personalisierten Verhältniswahl gewählt wurden, und dem ehrenamtlichen Ortsbürgermeister als Vorsitzendem.
Die Sitzverteilung im Gemeinderat:
| Wahl | SPD | CDU | AfD | FWG | MfQ | Gesamt   |
| ---- | --- | --- | --- | --- | --- | -------- |
| 2024 | 2   | 7   | 3   | 5   | 3   | 20 Sitze |
| 2019 | 2   | 8   | –   | 7   | 3   | 20 Sitze |
| 2014 | 4   | 7   | –   | 9   | –   | 20 Sitze |
| 2009 | –   | 8   | –   | 12  | –   | 20 Sitze |
| 2004 | 1   | 8   | –   | 11  | –   | 20 Sitze |
| 1999 | 1   | 7   | –   | 12  | –   | 20 Sitze |

- FWG = Freie Wählergruppe Queidersbach e. V.
- MfQ = Miteinander für Queidersbach e. V.

### Bürgermeister
Harald Vierling (CDU) wurde am 16. September 2024 Ortsbürgermeister von Queidersbach. Bei der Stichwahl am 23. Juni hatte er sich mit einem Stimmenanteil von 52,3 % durchgesetzt, nachdem bei der Direktwahl am 9. Juni 2024 keiner der ursprünglich drei Bewerber eine ausreichende Mehrheit erreicht hatte.
Vierlings Vorgänger Ralph Simbgen (CDU) hatte 2024 nach zehnjähriger Amtszeit nicht erneut als Ortsbürgermeister kandidiert. Seine Vorgängerin war Hedwig Füssel von der FWG, die bis 2014 amtierte.

### Wappen
| Wappen von Queidersbach | Blasonierung: „In Rot ein blaubewehrter und -bezungter, goldbekrönter silberner Löwe, mit den Vorderpranken einen schwarzen Schild tragend, darin fünf silberne Bollen 2:1:2, überdeckt von einem schräglinks gelegten goldenen Krummstab.“ |
| Wappen von Queidersbach | Wappenbegründung: Die Bollen verweisen auf die einstige Zugehörigkeit zu den Freiherren von Sickingen. |

## Kultur und Sehenswürdigkeiten

### Bauwerke

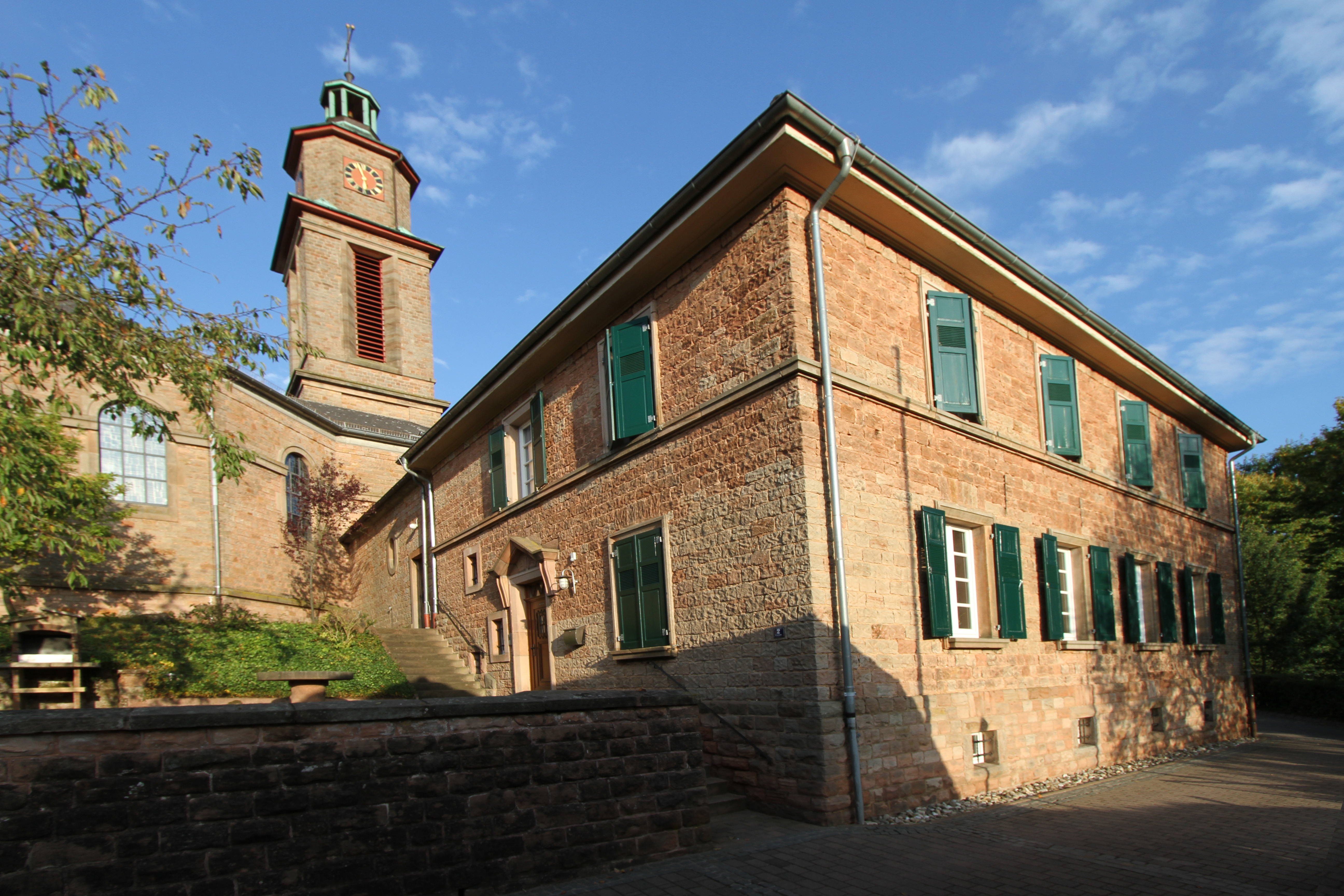
Denkmalgeschützte katholische Kirche St. Antonius mit Pfarrhaus

Kulturdenkmäler
Im Ort befinden sich insgesamt sechs Objekte, die unter Denkmalschutz stehen, darunter die katholische Pfarrkirche St. Antonius.
Museum Sickinger Höhe
Zur Tausendjahrfeier 1976 entstand das „Museum Sickinger Höhe“. Die Sammlung ist im 1836 erbauten alten Schulhaus untergebracht. Dargestellt wird die Geschichte des Ortes. Zahlreiche Exponate zeugen vom Leben und Arbeiten der Vorfahren. Wechselnde Sonderausstellungen ergänzen das ständige Angebot.

### Natur
Einziges Naturdenkmal im Ort ist der nördliche der Bebauung befindliche Falkenstein, bei dem es sich um einen Buntsandsteinfelsen handelt. Zudem befindet sich das Naturschutzgebiet Täler und Verlandungszone am Gelterswoog teilweise auf dem Gebiet von Queidersbach. Der östlich des Queidersbaches befindliche Teil der Gemeindegemarkung ist Teil des Naturparks Pfälzerwald, der wiederum zum Biosphärenreservat Pfälzerwald-Vosges du Nord gehört.

### Brauchtum
In Queidersbach findet am auf den Namenstag des Heiligen Gallus am 16. Oktober folgenden Sonntag die Kerwe statt, am zweiten Wochenende im Juli das Hahnenfest, am zweiten Wochenende im August das Dorffest, zu Fronleichnam das Fronleichnamsfest und in der Vorweihnachtszeit der Antoniusmarkt.

### Sport
Im Ort befindet sich das Skigebiet Katzenhalde, das einen Lift und insgesamt 300 Meter lange Pisten umfasst. Seit einigen Jahren steht der Skilift allerdings aus finanziellen Gründen und wegen der oft recht milden Winter still.
Zudem existiert vor Ort der 1919 gegründete Radsportverein RV Queidersbach.

## Wirtschaft und Infrastruktur

### Wirtschaft

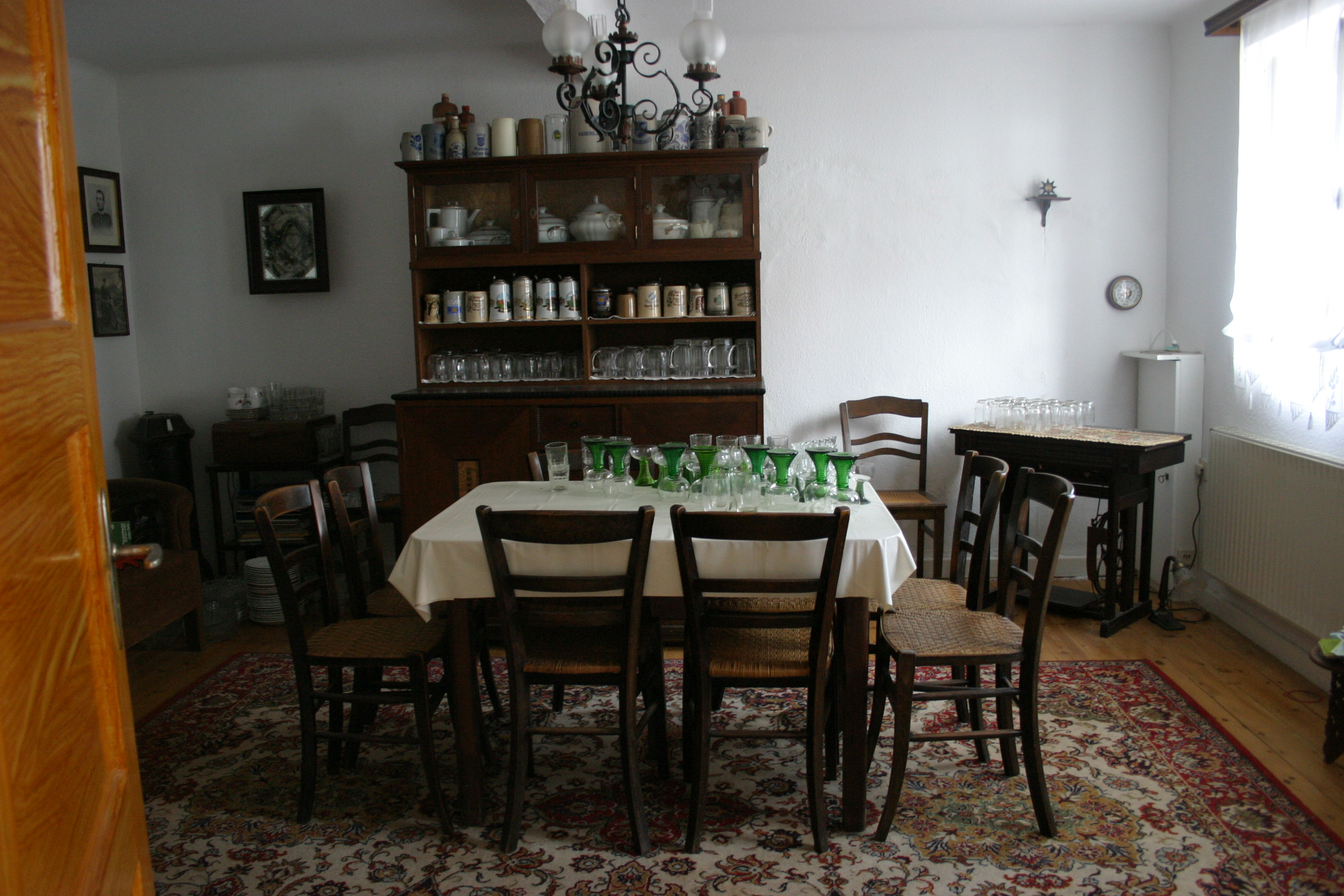
Innenraum einer ehemaligen Gaststätte in Queidersbach

Aufgrund der geographischen Gegebenheiten dominierte vor Ort jahrhundertelang die Forst- und Holzwirtschaft. Die örtlichen Waldgebiete unterstehen dem Forstamt Kaiserslautern, ebenso das im nordöstlichen Gemeindegebiet befindliche Forsthaus Stempelberg.
Innerhalb der Gemeinde existieren außerdem ein Hotel, ein Gästehaus, Restaurants, Kindergarten, Schulen, Apotheke und Ärzte, der Musikverlag Ewoton sowie zahlreiche Einzelhandelsgeschäfte und Handwerksbetriebe. Darüber hinaus befindet sich im Gemeindegebiet die Windkraftanlage Queidersbach.

### Verkehr
Queidersbach liegt an der in Nord-Süd-Richtung von Landstuhl nach Steinalben verlaufenden Landesstraße 363. In der Ortsmitte kreuzt sie die Landesstraße 472, die von Weselberg nach Kaiserslautern führt.
Die Gemeinde liegt 5 km westlich der von Kaiserslautern nach Waldfischbach-Burgalben verlaufenden Bundesstraße 270; es liegt zwei Kilometer östlich der von Landstuhl nach Pirmasens verlaufenden Bundesautobahn 62 und 6 km südlich der von Kaiserslautern nach Saarbrücken verlaufenden Bundesautobahn 6.
Der Öffentliche Nahverkehr ist seit 2006 in den Verkehrsverbund Rhein-Neckar (VRN) integriert, davor war die Gemeinde seit 2000 Bestandteil des Westpfalz-Verkehrsverbundes (WVV). Zudem existiert die von der SWK Stadtwerke Kaiserslautern Verkehrs-AG betriebene Nachtbuslinie N 4, die zusätzlich bis nach Bann und Hohenecken führt.
Die nächsten DB-Bahnhöfe sind der Kaiserslauterer Hauptbahnhof, der Haltepunkt Kaiserslautern-Hohenecken an der Biebermühlbahn sowie die Bahnhöfe Landstuhl und Schopp.

### Organisation
Die Gemeinde gehört zum Gerichtsbezirk des Amtsgerichts Kaiserslautern.

### Bildung
In Queidersbach befindet sich eine regionale Schule.

### Tourismus
Entlang des östlichen Randes des Siedlungsgebietes führt der Radweg Pfälzerwald-Tour, der eine Verbindung mit Hinterweidenthal und Kaiserslautern herstellt. Durch den Nordosten der Gemarkung verlaufen der mit einem roten Kreuz markierte Fernwanderweg Franken-Hessen-Kurpfalz, der zu den sogenannten Saar-Rhein Wanderwegen zählende Weg mit der Kennzeichnung Schwarzer Punkt auf weißem Balken und ein solcher, der mit einem grün-gelben Balken gekennzeichnet ist und der von Kirchheimbolanden bis nach Hirschthal verläuft.
Der Skulpturenweg Schweinstal, der wiederum Bestandteil des Skulpturenwegs Rheinland-Pfalz ist, führt teilweise ebenfalls durch den Osten der Gemeindegemarkung.

## Persönlichkeiten

### Ehrenbürger
- Alois Schmitt (1940–2018), langjähriger Bürgermeister und Mitglied des Kreistages.[14]

### In Queidersbach geboren
- Raimund Bayer (* 1950), Politiker (SPD)
- Niklas Märkl (* 1999), Radrennfahrer

### Mit Queidersbach verbunden
- Walter Becker (1932–2012), Radsportler, starb in Queidersbach
- Hieronymus Bock (1498–1554), genannt Tragus, soll – nicht sicher nachgewiesen – in Queidersbach geboren worden sein.
- Paul Falk (1921–2017), Eiskunstläufer, Olympiasieger im Paarlauf mit Ria Baran, starb in Queidersbach
- Jannick Geisler (* 1992), Radrennfahrer, belegte 2017 den fünften Platz der Deutschen Meisterschaft im Cyclocross in der Altersklasse „Männer Elite“
- Marco König (* 1995), Radrennfahrer, nahm für den RV Queidersbach an der UCI-Straßen-Weltmeisterschaften 2013 teil
- Felix Rehberger (* 1986), Straßenradrennfahrer, wurde 2004 im Ort Deutscher Meister im Straßenrennen der Juniorenklasse
- Martin Schöneich (* 1955), Bildhauer, schuf vor Ort 1986 das Werk Eingriff
- Elmar Wolf (1939–2006), Musikverleger und Komponist, betrieb im Ort einen Musikverlag
- Patrick Asomugha, aus Nigeria stammender Geistlicher, wirkte im Ort von 2017 bis 2020. Aufgrund von rassistischen Morddrohungen verließ er Queidersbach.[15]